# Ernani Pereira
Ernani Pereira (en azéri : Ernani Pereyra), de son nom complet Celio Ernani Pereira  né le 22 février 1978 à Belo Horizonte au Brésil, est un footballeur international azerbaïdjanais, qui évolue au poste de défenseur. 
Il compte 12 sélections en équipe nationale entre 2006 et 2009.

## Biographie

### Carrière internationale
Ernani Pereira compte 12 sélections avec l'équipe d'Azerbaïdjan entre 2006 et 2009.